# Todd Haynes
Todd Haynes (Los Angeles, 2 januari 1961) is een Amerikaanse onafhankelijke filmregisseur, scenarioschrijver en filmproducent.

## Biografie
Todd Haynes werd in 1961 geboren in Los Angeles en groeide op nabij Encino. Zijn vader, Alen E. Haynes, was een invoerder van cosmetica en zijn moeder Shery Lynne (geboren Semler) studeerde acteren en was van Joodse afkomst. Haynes was al op jonge leeftijd geïnteresseerd in film en produceerde zijn eerste korte film The Suicide in 1978 toen hij nog op de hogeschool zat. Haynes studeerde semiotiek op de Brown-universiteit terwijl hij de korte film Assassins: A Film Concerning Rimbaud (1985) regisseerde. Nadat hij afstudeerde, verhuisde hij naar New York waar hij in de independent film-scene actief werd en Apparatus Productions oprichtte. Haynes maakte zijn eerste langspeelfilm in 1991, getiteld Poison. Zijn film Far from Heaven uit 2002 behaalde meer dan 100 prijzen waaronder 4 Oscarnominaties en Haynes werd genomineerd voor zowel een Oscar als een Golden Globe voor beste scenario.
Hij komt openlijk uit voor zijn homoseksualiteit en gebruikt dit thema in veel van zijn films.

## Filmografie
- The Suicide (kortfilm, 1978)
- Assassins: A Film Concerning Rimbaud (kortfilm, 1985)
- Superstar: The Karen Carpenter Story (kortfilm, 1987)
- Poison (1991)
- Dottie Gets Spanked (korte televisiefilm,1993)
- Safe (1995)
- Velvet Goldmine (1998)
- Far from Heaven (2002)
- I'm Not There (2007)
- Mildred Pierce (televisieserie, 2011)
- Enlightened (1 episode, 2013)
- Carol (2015)
- Wonderstruck (2017)
- Dark Waters (2019)
- The Velvet Underground (2021)
- May December (2023)